# Austroneophellia
Austroneophellia is een geslacht van zeeanemonen uit de klasse van de Anthozoa (bloemdieren).

## Soort
- Austroneophellia luciae Zamponi, 1978